# Konso (Archäologie)
Konso (auch: Konso-Gardula, abgekürzt: KGA) ist eine archäologische und paläoanthropologische Fundstätte aus dem frühen Pleistozän im Süden von Äthiopien. Sie wurde im Jahr 1991 im Verlauf der Auswertung von Satelliten-Aufnahmen entdeckt und erstmals Ende 1992 wissenschaftlich beschrieben. Konso befindet sich nördlich der Gemeinde Konso, am westlichen Hang des dort verlaufenden Zweigs des Ostafrikanischen Grabens („Ganjuli-Graben“) auf ungefähr 1200 bis 1400 Metern Höhe über dem Meeresspiegel. Die Sedimente der rund 12 × 5 Kilometer großen Fundstätte sind zwischen 1,3 und 1,9 Millionen Jahre alt.
Die Bezeichnung der Fundstätte greift den Namen der ortsansässigen Ethnie der Konso auf.

## Funde
Sowohl zahlreiche unterschiedliche Artefakte aus der Epoche des Acheuléen als auch zahlreiche Fossilien treten in Konso gemeinsam an der Oberfläche zutage. Bereits 1992 wurde berichtet, dass zahlreiche Knochen, die aus einer 1,4 Millionen Jahre alten Bodenschicht geborgen wurden, Schnittspuren und andere Bearbeitungsmerkmale aufweisen. Ein in der gleichen Bodenschicht entdecktes Unterkiefer-Fragment (Sammlungsnummer: KGA 10-1) wurde aufgrund der Ähnlichkeit seiner Zähne mit dem Fossil KNM-ER 992 aus Kenia Homo erectus zugeordnet. Die ältesten Steinwerkzeuge aus der Kultur des Acheuléen aus Konso sind 1,74 ± 0,03 Millionen Jahre alt und gehören zu den ältesten jemals entdeckten. Sie wurden ebenfalls Homo erectus zugeschrieben.
Zu den bedeutendsten Entdeckungen gehört die erste Schädelkalotte mit zugehörigem Unterkiefer eines Paranthropus boisei (Archivnummer: KGA 10-525); dieser Schädelfund ist mit einem Alter von rund 1,4 Millionen Jahren zugleich der jüngste Beleg für diese frühe Art der Hominini. Als besonderer Fund gilt ferner ein gleich alter Faustkeil, der – vermutlich von Homo erectus – aus einem Flusspferd-Knochen geformt wurde.
Die Fossilienfunde von Konso konnten neben den beiden homininen Arten Paranthropus boisei und Homo erectus mehreren Dutzend Tierarten zugeordnet werden.

## Belege
1. ↑  Berhane Asfaw, Cindy Ebinger, David J. Harding, Tim White und Giday WoldeGabriel: Space-based imagery in paleoanthropological research: an Ethiopian example. In: National Geographic Research. Band 6, Nr. 4, 1990, S. 418–434.
2. 1 2   Berhane Asfaw et al.: The earliest Acheulean from Konso-Gardula. In: Nature. Band 360, 1992, S. 732–735, doi:10.1038/360732a0, Volltext (PDF).
3. ↑  Gen Suwa et al.: Early Pleistocene Homo erectus fossils from Konso, southern Ethiopia. In: Anthropological Science. Band 115, Nr. 2, 2007, doi:10.1537/ase.061203, Volltext.
4. ↑   Yonas Beyene et al.: The characteristics and chronology of the earliest Acheulean at Konso, Ethiopia. In: PNAS. Band 110, Nr. 5, 2013, S. 1584–1591, doi:10.1073/pnas.1221285110.
5. ↑  Gen Suwa, Berhane Asfaw, Yonas Beyene, Tim D. White et al.: The first skull of Australopithecus boisei. In: Nature. Band 389, 1997, S. 489–492, doi:10.1038/39037
6. ↑  Katsuhiro Sano et al.: A 1.4-million-year-old bone handaxe from Konso, Ethiopia, shows advanced tool technology in the early Acheulean. In: PNAS. Band 117, Nr. 31, 2020, S. 18393–18400, doi:10.1073/pnas.2006370117. 
Ran Barkai: Lower Paleolithic bone handaxes and chopsticks: Tools and symbols? In: PNAS. Band 117, Nr. 49, 2020, S. 30892–30893, doi:10.1073/pnas.2016482117. 
Gen Suwa, Berhane Asfaw et al.: Reply to Barkai: Implications of the Konso bone handaxe. In: PNAS. Band 117, Nr. 49, 2020, S. 30894–30895, doi:10.1073/pnas.2018084117.
7. ↑  Gen Suwa et al.: Plio-Pleistocene terrestrial mammal assemblage from Konso, southern Ethiopia. In: Journal of Vertebrate Paleontology. Band 23, Nr. 4, 2003, S. 901–916, Volltext

Koordinaten: 5° 20′ 0″ N, 37° 25′ 0″ O